# Денніс Вайз
Денніс Вайз (англ. Dennis Wise, нар. 16 грудня 1966, Лондон) — англійський футболіст, півзахисник. По завершенні ігрової кар'єри — футбольний тренер.
Як гравець насамперед відомий виступами за клуб «Челсі», а також національну збірну Англії.

## Клубна кар'єра
Вихованець футбольної школи клубу «Саутгемптон».
У дорослому футболі дебютував 1985 року виступами за «Вімблдон», в якому провів п'ять сезонів, взявши участь у 135 матчах чемпіонату.
Своєю грою за «донс» привернув увагу представників тренерського штабу клубу «Челсі», до складу якого приєднався 3 липня 1990 року. Відіграв за лондонський клуб наступні одинадцять сезонів своєї ігрової кар'єри. Більшість часу, проведеного у складі «пенсіонерів», був основним гравцем команди.
Згодом, з 2001 по 2005 рік, грав у складі клубів «Лестер Сіті», «Міллволл» та «Саутгемптон».
Завершив професійну ігрову кар'єру в «Ковентрі Сіті», за який виступав протягом 2005—2006 років.

## Виступи за збірну
1991 року дебютував в офіційних матчах у складі національної збірної Англії. Протягом кар'єри у національній команді, яка тривала 10 років, провів у формі головної команди країни лише 21 матч, забивши 1 гол.
У складі збірної був учасником чемпіонату Європи 2000 року у Бельгії та Нідерландах.

## Кар'єра тренера
Розпочав тренерську кар'єру 2003 року, ставши граючим тренером «Міллволла».
Надалі очолював команди клубів «Саутгемптон» (як виконувач обов'язків) та «Свіндон Таун».
Наразі останнім місцем тренерської роботи був «Лідс Юнайтед», який Денніс Вайз очолював як головний тренер до 2008 року.

## Досягнення
«Вімблдон»
- Володар Кубка Англії: 1988
- Учасник Суперкубка Англії: 1988

«Челсі»
- Володар Кубка Кубків: 1998
- Володар Суперкубка УЄФА: 1998
- Володар Кубка Англії: 1997, 2000
- Фіналіст Кубка Англії: 1994
- Володар Кубка англійської ліги: 1998
- Володар Суперкубка Англії: 2000
- Учасник Суперкубка Англії: 1997

«Міллволл»
- Фіналіст Кубка Англії: 2004 (як гравець-тренер)